# Kanton Beaumont-sur-Sarthe
Der Kanton Beaumont-sur-Sarthe war von 1790 bis 2015 ein französischer Wahlkreis im Arrondissement Mamers, im Département Sarthe und in der Region Pays de la Loire; sein Hauptort war Beaumont-sur-Sarthe.

## Geografie
Der Kanton Beaumont-sur-Sarthe lag im Mittel 107 Meter über Normalnull, zwischen 52 Meter in Saint-Marceau und 197 Meter in Ségrie.
Der Kanton lag im Nordwesten des Départements Sarthe. Er grenzt im Westen an den Kanton Sillé-le-Guillaume, im Nordwesten an den Kanton Fresnay-sur-Sarthe, im Norden an den Kanton Saint-Paterne, im Osten an den Kanton Marolles-les-Braults und im Süden an die Kantone Ballon und Conlie.

## Gemeinden
Der Kanton Beaumont-sur-Sarthe bestand aus 15 Gemeinden:
| Gemeinde                   | Einwohner Jahr | Fläche km² | Bevölkerungsdichte | Code INSEE | Postleitzahl |
| -------------------------- | -------------- | ---------- | ------------------ | ---------- | ------------ |
| Assé-le-Riboul             | 515 (2013)     | 16,77      | 31 Einw./km²       | 72012      | 72170        |
| Beaumont-sur-Sarthe        | 2.006 (2013)   | 6,64       | 302 Einw./km²      | 72029      | 72170        |
| Chérancé                   | 382 (2013)     | 10,38      | 37 Einw./km²       | 72078      | 72170        |
| Coulombiers                | 457 (2013)     | 12,34      | 37 Einw./km²       | 72097      | 72130        |
| Doucelles                  | 255 (2013)     | 4,48       | 57 Einw./km²       | 72120      | 72170        |
| Juillé                     | 476 (2013)     | 5,72       | 83 Einw./km²       | 72152      | 72170        |
| Maresché                   | 905 (2013)     | 15,01      | 60 Einw./km²       | 72186      | 72170        |
| Piacé                      | 363 (2013)     | 10,12      | 36 Einw./km²       | 72235      | 72170        |
| Saint-Christophe-du-Jambet | 217 (2013)     | 11,24      | 19 Einw./km²       | 72273      | 72170        |
| Saint-Germain-sur-Sarthe   | 568 (2013)     | 14,76      | 38 Einw./km²       | 72284      | 72130        |
| Saint-Marceau              | 515 (2013)     | 8,91       | 58 Einw./km²       | 72297      | 72170        |
| Ségrie                     | 620 (2013)     | 21,99      | 28 Einw./km²       | 72332      | 72170        |
| Le Tronchet                | 149 (2013)     | 3,89       | 38 Einw./km²       | 72362      | 72170        |
| Vernie                     | 356 (2013)     | 9,90       | 36 Einw./km²       | 72370      | 72170        |
| Vivoin                     | 930 (2013)     | 18,26      | 51 Einw./km²       | 72380      | 72170        |

## Bevölkerungsentwicklung
| 1962 | 1968 | 1975 | 1982 | 1990 | 1999 | 2006 |
| ---- | ---- | ---- | ---- | ---- | ---- | ---- |
| 8775 | 8471 | 7954 | 7408 | 7226 | 7643 | 8411 |